# Brachymeria femorata
Brachymeria femorata is een vliesvleugelig insect uit de familie bronswespen (Chalcididae). De wetenschappelijke naam is voor het eerst geldig gepubliceerd in 1801 door Panzer.